# 諸葛靚
諸葛靚（257年前—280年后），字仲思，琅琊陽都（今山東省沂南縣）人。曹魏征東大將軍諸葛誕幼子。諸葛誕叛亂後入仕東吳。吳亡後投降晉朝，但因父仇而終身不仕，時人稱許他至孝。

## 生平
諸葛靚原與父親在魏國，性格方正且有才能和聲望。甘露二年（257年），諸葛誕據守壽春反抗掌握朝政的大將軍司馬昭，並派長史吳綱帶著諸葛靚和牙門子弟到東吳作人質並請求援軍。諸葛誕據守一年後終以兵敗告終，自己亦被大將軍司馬胡奮所殺，誅夷三族。諸葛靚於是留在東吳，任右將軍。
吳甘露元年（265年），吳末帝孫晧移都武昌，諸葛靚與御史大夫丁固留下鎮守建業。次年，山賊施但聚眾數千人，劫持永安侯孫謙叛亂並攻向建業，要改立孫謙。將到建業前已有萬多人，更擇選吉日，以孫謙名義派使者召命留守的丁固和諸葛靚。但諸葛靚立即處斬其使者。施但隨即再前進，諸葛靚及丁固出擊，在牛屯擊潰施但部眾，俘獲孫謙。寶鼎三年（268年），諸葛靚又與右大司馬丁奉進攻合肥，被晉安東將軍司馬駿擊退。
天紀三年（279年）冬，晉武帝出兵多路攻打東吳，發動晉滅吳之戰。次年，晉兵先後攻陷長江諸鎮，王渾進逼牛渚，諸葛靚於是受命與丹陽太守沈瑩和護軍孫震，在丞相張悌率領下渡江迎戰。吴军渡江後圍攻城陽都尉张乔，張喬兵少被逼請降，諸葛靚建議屠殺張喬及其兵眾，認為他僅是救兵未到而假意投降，一旦留其在後，必會成為後患。但張悌不聽，繼續前進。及後與揚州刺史周浚對陣，薛瑩進攻失敗向後撤退，被晉軍乘亂攻擊，吳兵潰散，更遭張喬從後進擊，吳軍因而大敗。諸葛靚領數百人逃走，期間遇到張悌並邀他一同離去，但張悌決心為國赴死，諸葛靚再三牽動仍然無法令張悌改變主意，唯有流淚離去。
當年晉軍就攻到建業，孫晧投降，東吳滅亡。諸葛靚與孫晧和一眾官員被遷移到洛陽，被召為大司馬，但諸葛靚不應命。後再召為侍中，亦不接受。後諸葛靚回到家鄉，仍因晉室與他有殺父之仇而終身不面向洛陽方向而坐。

## 逸事
- 諸葛靚在吳時，在朝堂上孫晧問：「卿字仲思，為何所思？」諸葛靚於是答：「在家思孝，事君思忠，朋友思信。如斯而已！」
- 晉滅吳後諸葛靚被遷回洛陽，因父仇而不與有兒時舊情的晉武帝司馬炎相見。但晉武帝知諸葛靚在其姊琅琊王妃諸葛氏（司馬懿第四子司馬伷之妻，即晉武帝四嬸）那裏，於是前去相見。諸葛靚知晉武帝來，逃到廁中，但晉武帝追去與他相見，並說：「不謂今日復得相見。」諸葛靚流淚涕泣说：「我不能像豫讓和聶政那樣漆身皮面報仇，再次见到皇帝的面容！真是深深的恨！」[4]

## 子女
- 諸葛頤，長子，弱冠知名，官至太常。
- 諸葛恢，次子，在東晉官至尚書令，死後追贈左光祿大夫開府。